# Adrian Ropotan
Adrian Ropotan (né le 8 mai, 1986) est un footballeur roumain évoluant au poste de milieu de terrain. Il joue actuellement au Concordia Chiajna.

## Biographie

### Carrière en club
Il est transféré au Dynamo Moscou pour la somme de 3 millions d'euros le 13 février 2009 afin de combler le départ de Igor Semchov, international russe pour le club du Zénith Saint-Pétersbourg

### Carrière internationale
Il fait ses débuts avec la Roumanie à l'âge de 22 ans le 19 novembre 2008 face à la Georgie en remplaçant Răzvan Cociș à la 46e minute.

## Palmarès
Dinamo Bucarest
- Champion de Roumanie en 2007.